# Nicola di Clémanges
Mathieu-Nicolas Poillevillain de Clémanges (o Clamanges, anche Nicola di Clemanges nelle fonti italiane; Clamanges, 1360 – Parigi, 1430) è stato un umanista, teologo e latinista francese.

## Biografia
Nato a Clamanges, studiò al Collegio di Navarra dell'Università di Parigi, e nel 1380 ottenne la licenza, e più tardi il diploma di magister artium. Studiò teologia con Jean Gerson e Pierre d'Ailly, e ottenne il titolo di doctor theologiae nel 1393.
Aveva iniziato a tenere lezioni all'università nel 1391 e ne era stato nominato rettore nel 1393, posizione che ricoprì fino al 1395. Lo scisma d'Occidente divenne quindi una delle principali cause di conflitto all'interno del cristianesimo e furono proposti tre metodi per ristabilire la pace: compromesso, concessione e un concilio generale.
Dal 1380 al 1394 l'Università di Parigi sostenne un concilio generale. Nel 1394 si manifestò un'altra tendenza; vale a dire che sia papa Bonifacio IX che l'antipapa Clemente VII furono ritenuti responsabili della continuazione dello scisma e le loro dimissioni furono decretate come il mezzo per ottenere la pace. A tal fine, tre dei più dotti maestri dell'università, d'Ailly, Clémanges e Gilles Deschamps, scrissero una lettera al re Carlo VI, con des Champs e d'Ailly che ne prepararono il contenuto. La lettera non ebbe successo e all'università fu ordinato di astenersi da ulteriori discussioni.
Clémanges, costretto a dimettersi dal rettorato dell'università, divenne poi canonico e decano di Saint-Clodoald nel 1395, e in seguito canonico e tesoriere di Langres. L'antipapa Benedetto XIII, che lo ammirava come latinista, lo prese come suo segretario nel 1397, e rimase ad Avignone fino al 1408, quando abbandonò Benedetto a causa del conflitto di quest'ultimo con Carlo VI.
Clémanges si ritirò nel monastero certosino di Valfonds, e in seguito a Fontaine-au-Bois. Nel 1412 tornò a Langres, e fu nominato arcidiacono di Bayeux. Partecipò successivamente al Concilio di Costanza (1414), e a Chartres (1421), dove difese le "libertà" del gallicanesimo. Nel 1425 insegnò retorica e teologia nel Collegio di Navarra, dove, molto probabilmente, morì.

## Opere
Oltre a raccolte di epistole e poesie, mentre era a Valfonds e Fontain-au-Bois, Clémanges scrisse diversi trattati:
- De Fructu eremi (dedicato a Pierre d'Ailly)
- De Fructu rerum adversarum
- De novis festivitatibus non instituendis
- De studio theologico

A Clémanges viene anche attribuita la paternità dell'opera De corrupto Ecclesiae statu, curata per la prima volta da Konrad Cordatus (probabilmente con Ulrich von Hutten) nel 1513, che criticava fortemente la moralità e la disciplina della chiesa contemporanea. Per questo motivo è talvolta considerato un riformatore del tipo di Wyclif e Jan Hus. Lo storico Gustav Schubert, tuttavia, nel suo libro Ist Nicolaus von Clémanges der Verfasser des Buches De corrupto Ecclesiae statu? suggerì che, sebbene contemporaneo, Clémanges non fosse l'autore del libro.